# Siblingen
Siblingen (toponimo tedesco) è un comune svizzero di 834 abitanti del Canton Sciaffusa.